# Prikaze
Prikaze (en russe : приказ / prikaz), est le nom donné en Moscovie et sous l'Empire russe, à une unité chargée de l'administration centrale d'un secteur public.

## Historique
Les prikazes ont été créées par Michel Ier de Russie. Certaines de ces unités administratives concernaient les finances, la poste, etc. D'autres avaient sous leur responsabilité la gestion des territoires de la Russie (exemple : prikaze de Kazan, prikaze de Sibérie). Leur nombre s'élevait à trente-cinq. En 1718, lorsqu'il engagea de nouvelles réformes Pierre Ier de Russie abolit les prikazes et créa à la place les Collèges.